# Ziemia Knuda Rasmussena
Ziemia Knuda Rasmussena (duń. Knud Rasmussens Land) – region Grenlandii położony w jej północno-zachodniej części. Przylegają do niej duże półwyspy, w tym Ziemia Peary’ego na północnym wschodzie i Ziemia Waszyngtona na zachodzie. W większości obejmuje ją Park Narodowy Grenlandii, a w zachodniej części gmina Qaasuitsup. Ziemia ta została nazwana na cześć badacza Arktyki, Duńczyka Knuda Rasmussena.